# Фестиваль толмы
Фестиваль толмы (арм. Դոլմայի փառատոն) или Удули — ежегодный международный всеармянский фестиваль национальной кухни, проходящий в Армавирской области Армении рядом с мемориальным комплексом «Сардарапат».

## Награда
По итогам фестиваля выбирают победителя, который становится обладателем специальной статуэтки. Кроме этого, приглашённое жюри определяет тройку лучших кулинаров. В зависимости от занятого места им вручаются золотая, серебряная и бронзовая медали. Помимо основных призов участникам фестиваля также вручаются кубки в номинациях «Лучшее оформление павильона», «Лучший вкус», «Лучший вид», «Лучшая задумка», «Лучшее обслуживание».

## Место проведения
Начиная с 2011 года, «Фестиваль толмы» проводился в Мусалере и Сардарапате. В 2017 году он был проведён в селе Хнаберд, расположенном неподалёку от Двина — древней столицы Армении.

## История
Фестиваль был основан и впервые проведён в 2011 году неправительственной организацией «Сохранение и развитие армянских кулинарных традиций». Цель фестиваля — популяризация традиционного армянского блюда толма и укрепление одной из нематериальных ценностей армянской культуры — армянской кухни. Многочисленные повара и кулинары во время проведения мероприятия представляют на суд жюри и гостей фестиваля, помимо традиционных и авторских видов толмы, также возрождённые блюда, рецепты которых были найдены и воспроизведены из старинных архивов и древних надписей. Все три дня проведения фестиваля мероприятие сопровождается традиционными армянскими песнями и танцами, в которых, помимо профессиональных коллективов, принимают участие и гости фестиваля.
Поскольку сроки проведения «Фестиваля толмы» совпадают с проведением кинофестиваля «Золотой абрикос», а также ввиду наличия гостей кинофестиваля на фестивале национальной кухни, можно встретить утверждения о том, что мероприятие проходит в рамках Ереванского кинофестиваля.

Журналист и колумнист Игаль Шлейфер, говоря о фестивале, отмечает:
Если вы считаете, что толма — это просто виноградные листья, фаршированные рисом, вы должны посетить «Фестиваль толмы» в Ереване. Событие, которое ежегодно проходит в рамках кинофестиваля «Золотой абрикос», несомненно, добавляет много нового в наше понимание того, что из себя представляет настоящая толма. Среди предлагаемых вариаций блюда: толма из фасолевых листьев (Арцах), из цветков тыквы (Лори), из листьев малины (Тавуш, Севан) и великопостная толма из риса (Дилижан)

В 2011 году 20 лучших поваров Армении боролись за признание самого оригинального исполнения древнего блюда. Было представлено множество вариантов толмы, которые были приготовлены как по старинным, так и по новым рецептам. Кинокритик Ольга Шервуд, побывавшая в 2011 году, на фестивале заявила:

На «Золотой абрикос» я приезжаю каждый год, это мой любимый фестиваль. Но на этот праздник нас в первый раз привезли. Это замечательно, здесь очень интересно. Я никогда не ела толму с курицей, рыбой"

В 2012 году в фестивале приняло участие 120 человек, расположившихся в 20 павильонах. На суд жюри и посетителей конкурса свою толму представили профессиональные повара и частные лица. По итогам фестиваля жюри решило, кто приготовил лучшую толму, и победителю был вручён глиняный кубок. В 2017 году фестиваль прошёл в селе Хнаберд. На нём было представлено 25 павильонов. Помимо этого участниками фестиваля впервые стали солдаты армянской армии. В рамках «Удули» была приготовлена самая длинная толма, проведена насыщенная культурная программа с народными песнями, танцами и всевозможными конкурсами

## Галерея

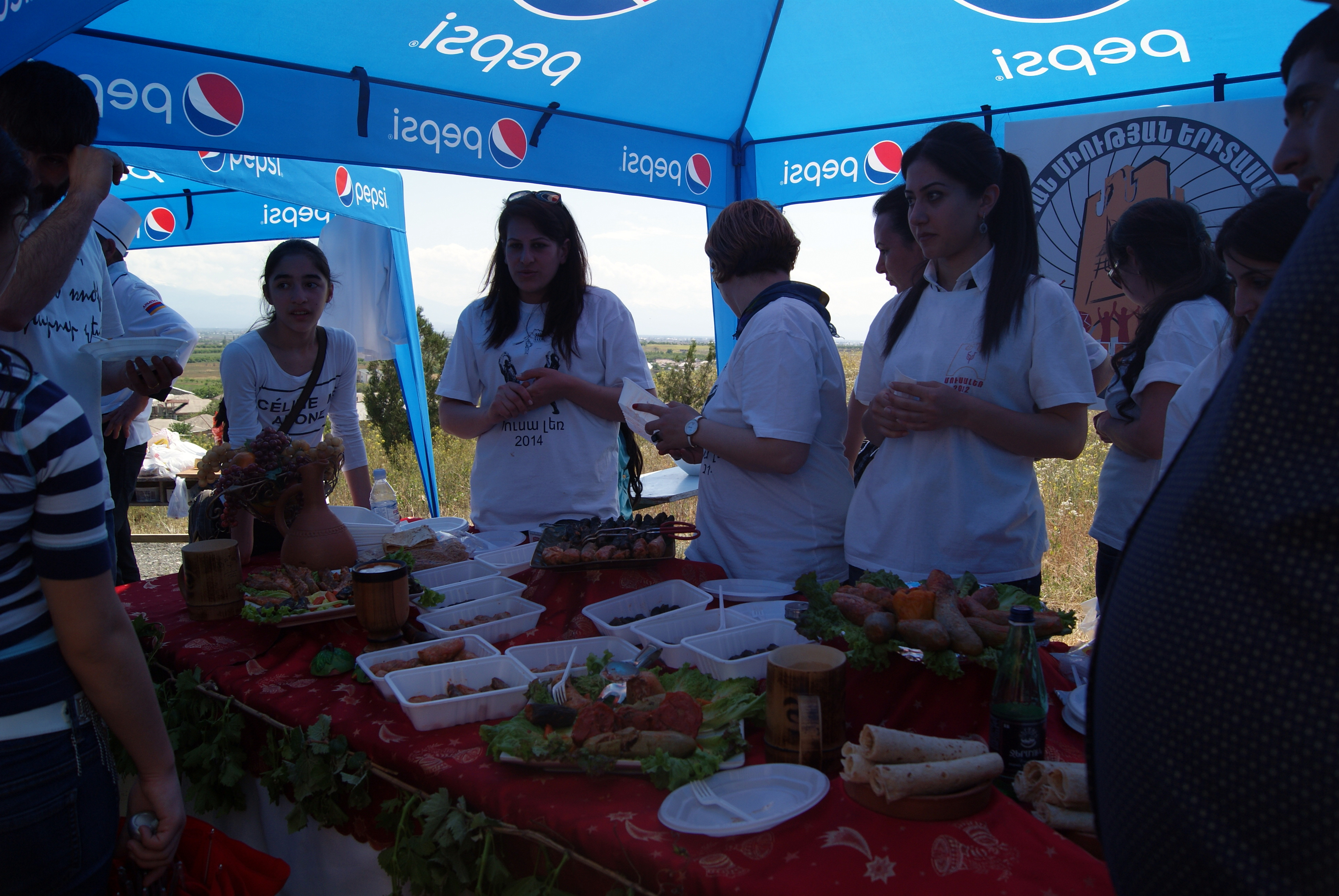
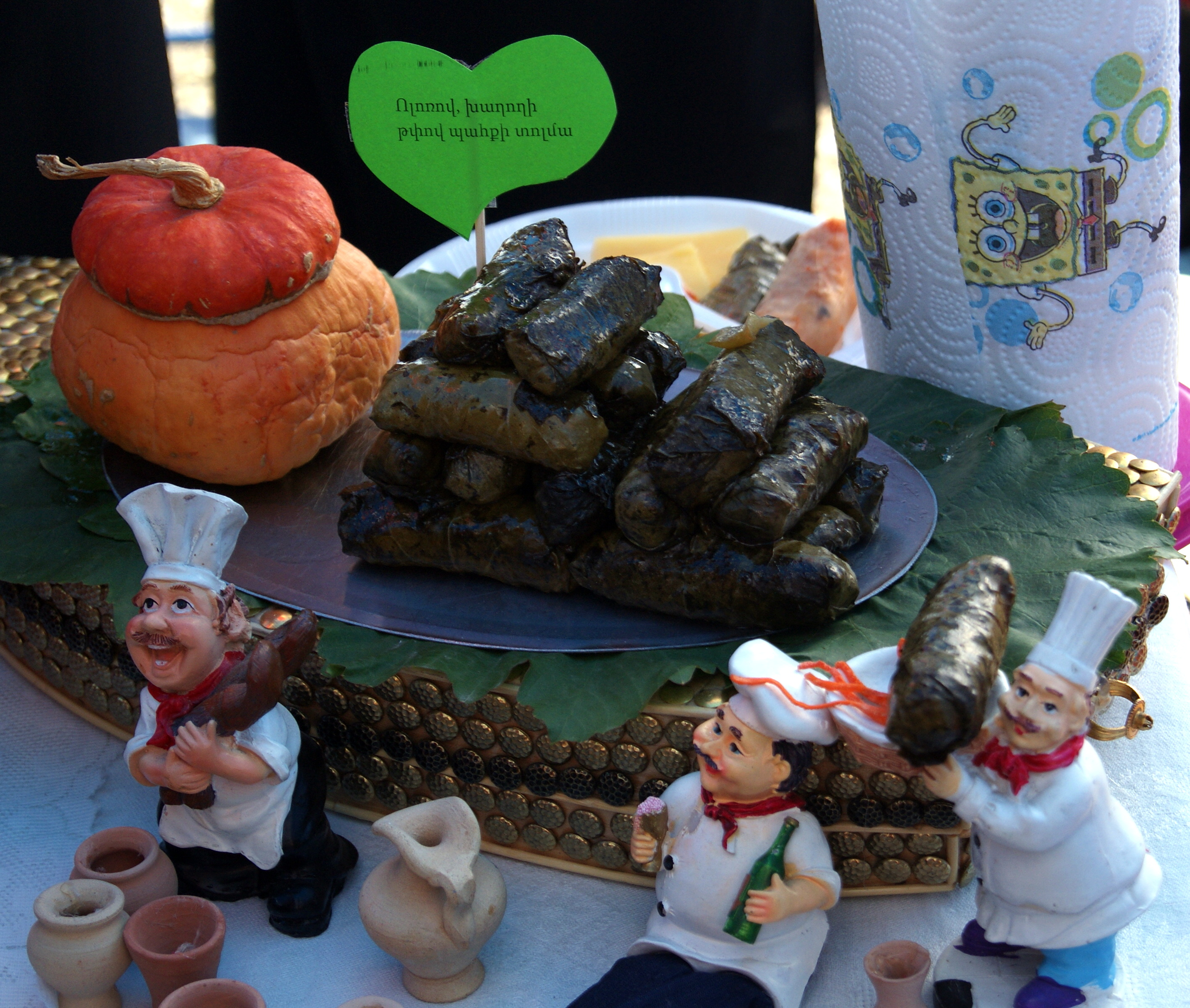
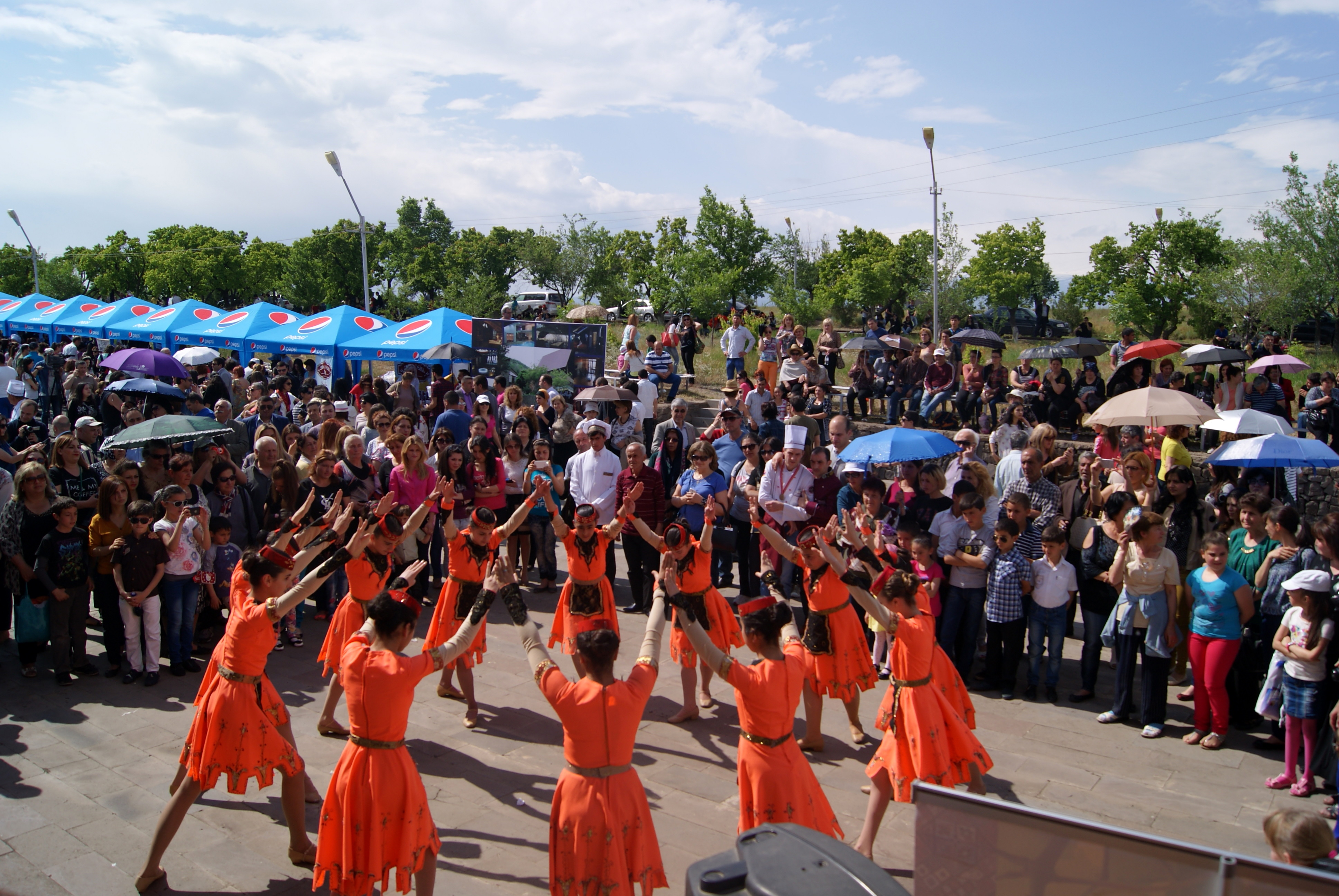
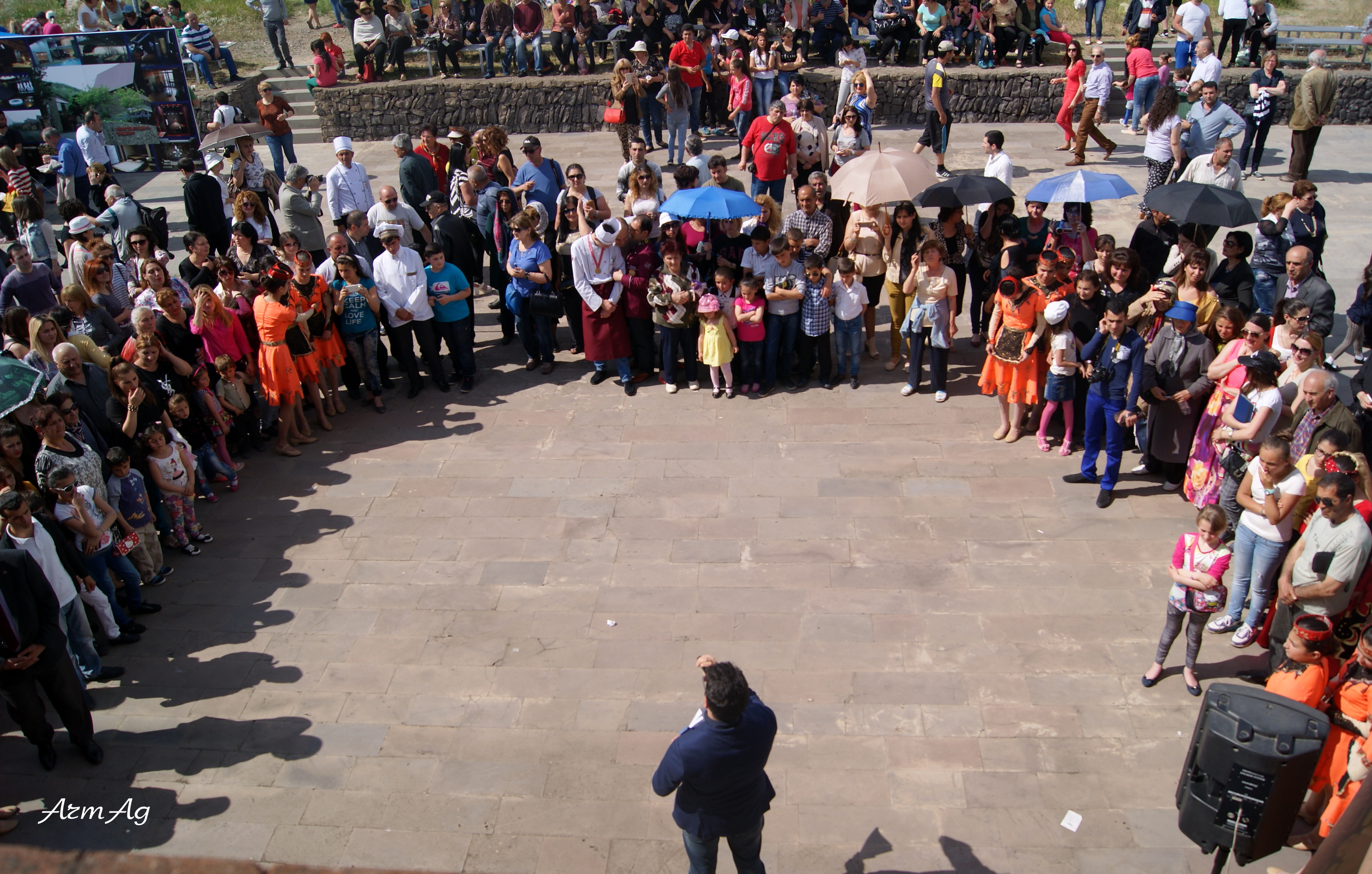
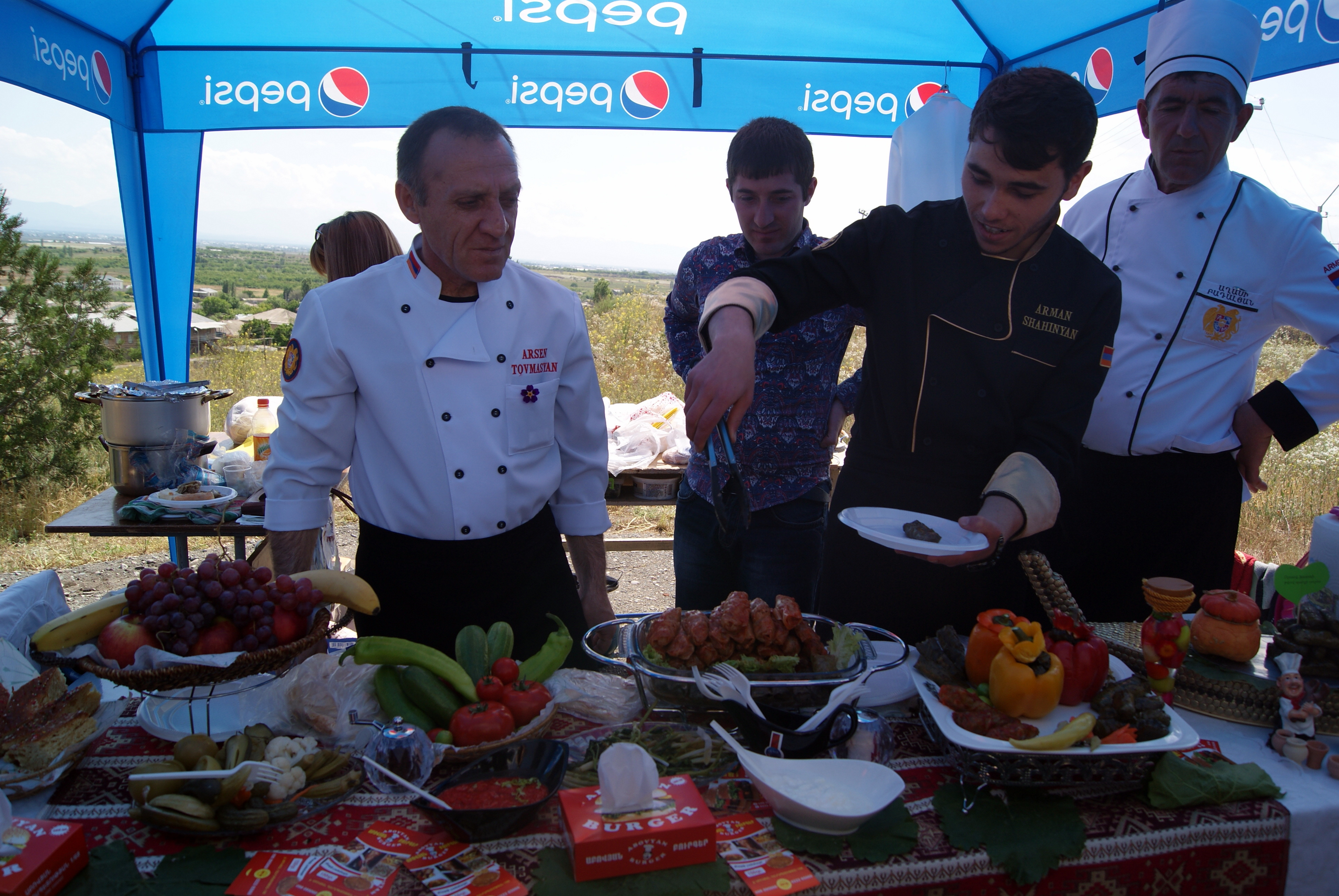
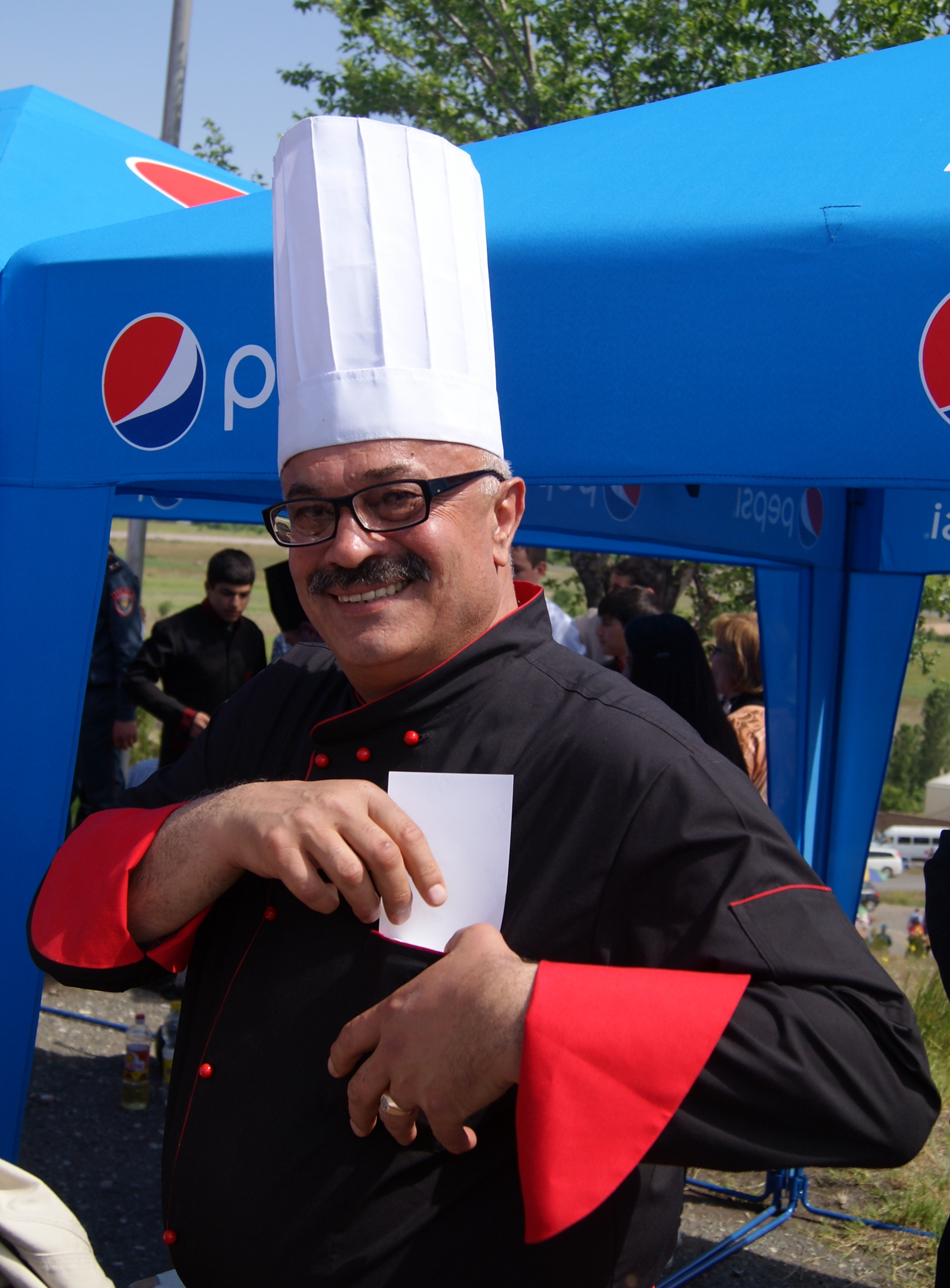
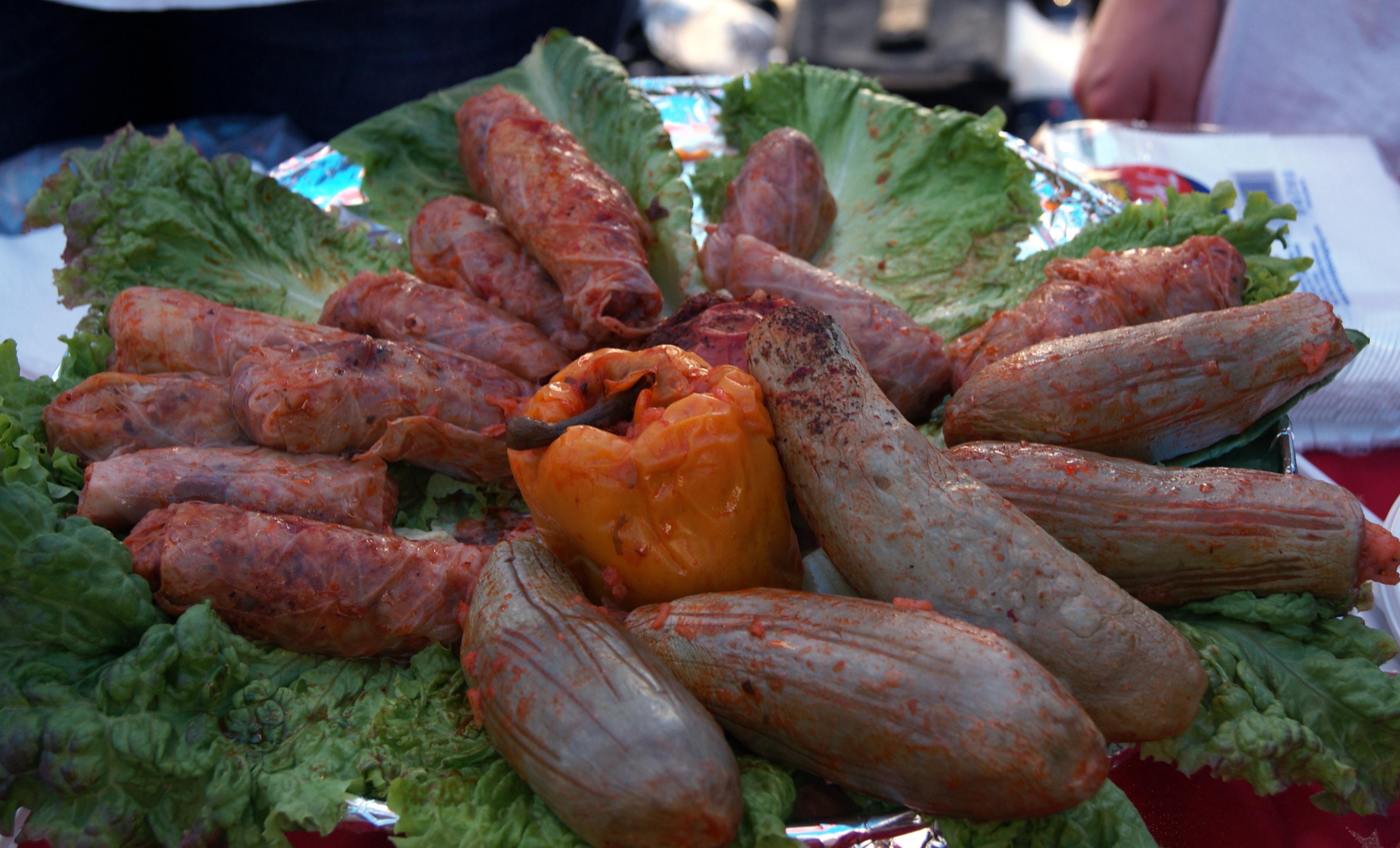